# Трафалгар (площад)
Вижте пояснителната страница за други значения на Трафалгар.
„Трафалгар“ е площад в района Уестминстър в Лондон, наречен в чест на морската битка при Трафалгар (1805), в която британският флот побеждава обединения френско–испански флот по време на Наполеоновите войни. Първоначално името на площада е било „Крал Уилям IV“, но Джордж Тейлър предложил името „Трафалгар“. Застроен е около бившето кръстовище Чаринг крос, където се пресичат седем различни пътя.
През 1820 г. принцът регент поръчва на архитекта Джон Наш да доразвие района. Днешната архитектура на площада е дело на сър Чарлз Бари и е завършена през 1845 г.
На площада, популярно място за политически демонстрации, се намират Колоната на Нелсън и други известни статуи и скулптури.

## Общ преглед
Площадът е най-прочутият от лондонските площади, винаги е бил отворен за широката публика и няма зелени площи. Състои се от голяма централна част, заобиколена с улици от трите страни, а от четвъртата му страна са стълбите, водещи към Националната галерия. Улиците, които обграждат площада, са част от натоварения път A4, а до 2003 г. системата на движение по тях е еднопосочна. Подлези, свързани с Метростанция Чаринг Крос позволяват на пешеходците да избегнат трафика. Последните ремонти са намалили ширината на улиците, а северната страна на площада вече е пешеходна зона.
Колоната на Нелсън е в центъра на площада, заобиколена с фонтани, проектирани през 1939 г., и четири огромни бронзови лъва. Смята се, че използваният метал е рециклиран от оръдията на френската флотилия. На върха на колоната е статуята на Хорацио Нелсън, адмиралът, който командвал британския военноморски флот в битката при Трафалгар.
От северната страна на площада е разположена Националната галерия, а на изток се намира църквата Свети Мартин. Площадът се свързва с булевард Мол на югозапад чрез Адмиралтейската Арка. На юг се намира булевард Уайтхол, на изток улица Странд и Южноафриканската къща, на север Улица Чаринг Крос, а на запад е Канадската къща.
В ъглите на площада има четири пиедестала: двата северни са били предназначени за статуи на конници и затова са по-широки от двата южни. Върху три от тях има статуи: Джордж IV (североизток, 1840 г.), Хенри Хавелок (югоизток, 1861), и Сър Чарлз Джеймс Нейпиър (югозапад, 1855). Кметът на Лондон Кен Ливингстън недвусмислено пожела статуите на двамата генерали да бъдат подменени със статуи, които обикновените лондончани биха разпознали.
На площадката пред Националната галерия има две статуи: Джеймс II на запад от входа и Джордж Вашингтон на изток. Втората статуя е подарък от щата Вирджиния и стои на почва, внесена от САЩ (според декларацията на Вашингтон той никога повече няма да стъпи на британска почва).
Площадът е станал изключително важно символично социално и политическо място както за посетители, така и за самите лондончани, развивайки се от еспланада, осеяна с фигурите на национални герои, до най-главния политически площад на страната. Неговата значимост като символ е демонстрирана през 1940 г., когато нацистките СС правят таен план за пренасянето на Колоната на Нелсън в Берлин веднага след очакваната немска инвазия.

### Четвърти пиедестал
Четвъртият пиедестал в северозападния ъгъл е построен през 1841 г. и е предназначен за конна статуя на Уилям IV, но остава празен поради недостатъчни средства. По-късно не се стига до съгласие кой монарх или военен герой да бъде поставен там.
Много компании са използвали пиедестала (често и без разрешение) като платформа за публични изяви, включително восъчна фигура на Дейвид Бекъм от Мадам Тюсо по време на Световното първенство през 2002 г. Телевизионна реклама на британския телевизионен Канал 4 показва компютърно създадено лого на телевизията на върха на пиедестал.
Как най-добре да бъде използван четвъртият пиедестал остава спорен въпрос. На 24 май 2003 г. Уенди Уудс, вдовица на борещия се срещу расовата сегрегация журналист Доналд Уудс, обявява, че събира £400 000 да плати за статуя на Нелсън Мандела от Иън Уолтърс. Причината е намиращата се от източната страна на площада Южноафриканска къща.

## Гълъби
Площадът е известна туристическа дестинация в Лондон и е популярен с гълъбите, които се събират на него. Храненето на гълъбите е обичайно занимание за лондончани и туристи. Дали гълъбите са желани или не е спорен въпрос от много време: изпражненията им загрозяват сградите и увреждат каменните предмети, а ятото, което понякога наброява 35 хиляди, представлява заплаха за здравето. През 1996 г. полицията арестува човек, хванал 1500 птици, които продал на посредник; смята се че птиците са включени в хранителната мрежа.
През 2000 г. продажбата на семена за хранене на птици е забранена, а над площада започват да кръжат обучени соколи. Природозащитници, както и някои туристи продължили да хранят птиците, но през 2003 г. кметът Кен Ливингстън забранява храненето на гълъбите със закон. Сега на площада има сравнително малко птици, а той е използван за фестивали и е наеман от различни филмови компании, което не бе възможно през 90-те години.

## Развитие
През 2003 г. реконструкцията на северната страна на площада е завършена. Поради ремонтните дейности се наложило затварянето завинаги на главния път, минаващ от там. На площада е разрушена част от стената и започва изграждането на широки стълби. Планове за голямо стълбище са дискутирани дълго време, още когато е правен първоначалния план на площада. Новите стълби излизат на голяма тераса пред Националната галерия на мястото, където преди е минавал пътят.

## Коледна церемония
На площада се провежда коледна церемония всяка година от 1947 г. насам. Норвежки смърч, (или понякога ела) се подарява от норвежката столица Осло за Коледно дърво на Лондон, в знак на благодарност за британската подкрепа през Втората световна война. Като част от традицията лорд-кметът на Уестминстър посещава Осло през късната есен и присъства на отрязването на дървото, а кметът на Осло идва в Лондон за осветяването на дървото по време на коледната церемония.